# Borys Honczarenko
Borys Trochymowycz Honczarenko (ukr. Борис Трохимович Гончаренко, ros. Борис Трофимович Гончаренко, ur. 1927, zm. 1999) – radziecki polityk i działacz partyjny.
Od 1948 należał do WKP(b), w 1954 ukończył Charkowski Instytut Politechniczny, od 1955 funkcjonariusz partyjny, 1967–1973 kierownik wydziału KC KPU. Od 14 grudnia 1973 do 27 lutego 1987 I sekretarz Komitetu Obwodowego KPU w Woroszyłowgradzie (obecnie Ługańsk), 1987–1988 radca Ambasady ZSRR w Mongolii, 1988–1989 przedstawiciel handlowy ZSRR w Mongolii, następnie na emeryturze. Deputowany do Rady Najwyższej ZSRR od 9. do 11. kadencji. Od 20 marca 1971 zastępca członka, a od 13 lutego 1976 członek KC KPU, 1976–1990 członek KC KPZR.